# Anker (gehucht)
Anker is een gehucht in de Belgische gemeente Oosterzele in de provincie Oost-Vlaanderen. Het gehucht ligt 2 kilometer ten noordoosten van het dorpscentrum van Oosterzele.
De naam van het gehucht werd afgeleid van een herberg. Anker kreeg een eigen kerk, Sint-Ansgariuskerk, in 1938-1940.
Ten noordoosten van Anker ligt het Moortelbos.

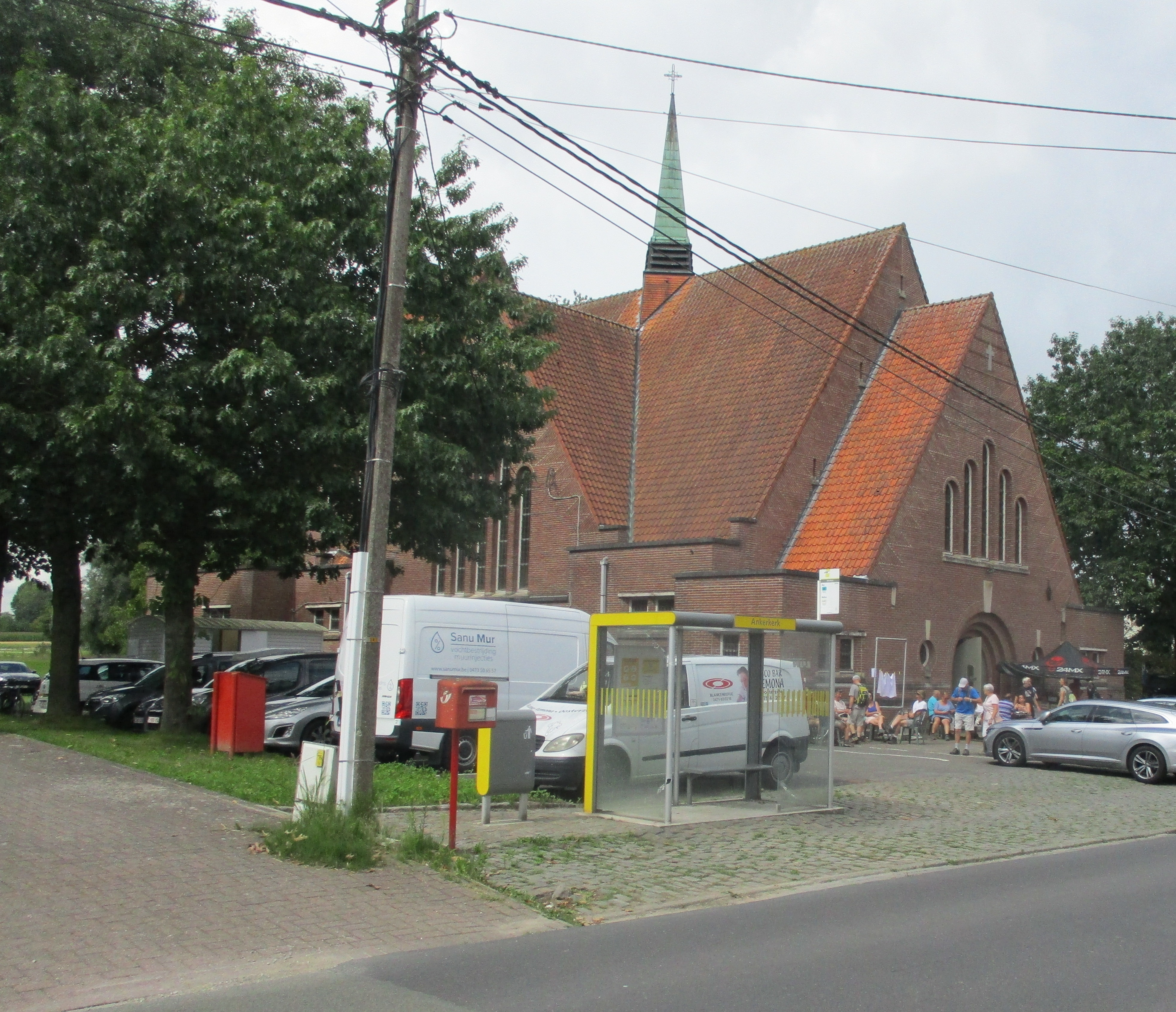
Sint-Ansgariuskerk

## Nabijgelegen kernen
Oosterzele, Gijzenzele, Westrem, Bavegem